# YouTube канал "Секретные Хроники"
"Секретные Хроники" - популярный канал размещённый на интернет-видеоплатформе YouTube, посвящён крупным техногенным катастрофам и радиационным авариям, затрагивает исторические тайны СССР и других государств, освещает необычные эксперименты и мега проекты прошлого. На канале можно увидеть редкие кадры с места событий, обзоры рассекреченных документов и уникальную видео хронику.
YouTube канал "Секретные Хроники" был зарегистрирован 11 ноября 2019 года. В апреле 2020 года получил широкую известность, после выхода видео посвященного Чернобыльской аварии (название ролика "Рассекречен Архив КГБ по Чернобылю. Ужас"), в ролике были показаны уникальные документы, проливающие правду на Чернобыльскую трагедию. Видео посмотрело 2 895 226 человек. Зрители отмечают в комментариях, что каждый ролик, который выходит на канале, это уникальная история и неповторимая, авторская подача материала. Самые популярные ролики: Климатический сбой 1978 года/Что это было? (8 578 196 просмотров), Как Смыло Целый Советский Город | Засекреченный Апокалипсис 1952 года (8 442 880 просмотров), Мясорубка в Метро | Авария о Которой Не Любят Вспоминать (5 647 376 просмотров) и другие. По состоянию на август 2025 года на канал подписано 714 000 человек, общее количество просмотров канала 178 171 158. Автор и ведущий канала - Сергей Громов.
https://www.youtube.com/@sekretnyehroniki/featured